# 秋田書店の書籍
秋田書店の書籍（あきたしょてんのしょせき）は、日本の出版社である秋田書店が刊行する漫画以外の書籍を一覧としてまとめたものである。

## 刊行書籍一覧

### サンデー新書
※以下の項目は「サンデー新書」のみを列挙したものであり、「サンデー叢書」は含まない一覧。
- アラブの赤と黒 - 中近東で活躍する日本人（小田久栄門、1963年）
- はだかの紳士録 - 動物の性生活（松本邦夫、1963年）
- なんでも食ってやろう - 続はだかの紳士録（松本邦夫、1963年）
- わたしは女子留学生（池松ひとみ、1963年）
- 印相 - 結婚・事業・入学・就職の吉凶（村瀬葆留、1963年）
- 原爆スパイ事件 - 戦争とマジック情報（実松譲、1963年）
- 赤い蘇鉄と死と壕と - 沖縄戦避難日記（冨里誠輝、1963年）
- ガン征服のカギ - 牛山博士のSIC臨床報告（正井清、1963年）
- どくとる氏のいろ艶筆（赤枝郁郎、1964年）
- ボロボロ人生の唄 - 釜ヶ崎物語（茂木草介、1964年）
- 駅弁（田崎乃武雄、1964年）
- 昭和快人録 - 知られざる戦史（戸川幸夫、1964年）
- 男の医学 - ホーデン&ペニス（赤枝郁郎、1964年）
- 東京湾を食う奴 - どこへ行った?1000億の補償金（鈴木望一、1964年）
- 悩んでいます - 幸せへのアドバイス（高橋義孝、1964年）
- 判決（八橋卓、1964年）
- ママ、日曜でありがとう - 体当たり共稼ぎ育児レポ（俵萌子、1964年）
- 裸の勲章（高橋清一、1964年）
- 味覚の停車駅 - 車窓名産300選（鉄道弘済会広報部：監修、1964年）
- 秘録 北満永久要塞 - 関東軍の最期（岡崎哲夫、1964年）
- 食いしんぼうママ - 主婦の味覚三昧（久富志子、1964年）
- 歌舞伎 - 名場面名台詞：物語による名作鑑賞（河竹登志夫、1964年）
- 女つれづれ草（武野藤介、1964年）
- 拝啓カアチャン様（棟田博、1964年）
- 宝塚花物語（高木史朗、1964年）
- おやじ - 血につながる世代論（朝日ジャーナル編集部：編集、1964年）
- 旅・酒・浮世（高橋義孝、1964年）
- 愛とお金の哲学（河盛好蔵、1964年）
- いまの飛行機（斎藤寅朗、1965年）
- トイレット博士（李家正文、1965年）
- どくとる氏の論語（赤枝郁郎、1965年）
- 恐るべき株式会社 - 「光クラブ」から「吹原産業」事件まで（加田泰、1965年）
- 経営者の闘魂（三鬼陽之助、1965年）
- 「時刻表」物語（佐藤常治、1965年）
- 茶の美 - 茶道入門（桑田忠親、1965年）
- 夜の報告書 - 第四社会面（加藤てい子、1965年）
- ひげ（山名正太郎、1965年）
- 生きるささえ - 愛と幸福をもたらす真実の書（本多顕彰、1965年）
- おふくろ（丹羽文雄：監修、1965年）
- 強者 - プロ野球ドキュメント（越智正典、1965年）
- 後継者 - イスにいどむ経営者のホープ（東京新聞社経済部：編集、1965年）
- 社長のサラリーマン時代 - 人生の勝負は紙一重（三鬼陽之助、1965年）
- 7万円のふうてん旅行 - 東南アジア（中村賀昭、1966年）
- それでも女房はコワイ（楠本憲吉、1966年）
- どくとる氏の珍ダン室（赤枝郁郎、1966年）
- どくとる氏赤い国を行く（赤枝郁郎、1966年）
- 義経をめぐる女たち（桑田忠親、1966年）
- 国際記者情報（大森実、1966年）
- 水中撮影1000時間 - スキンダイビングへの招待（館石昭、1966年）
- 男の契約（藤島泰輔、1966年）
- ショート・ショート - 独りでほほえむ本（戸山一彦、1966年）
- ブン屋紳士録 - 面接博士の面接メモ（堀川直義、1966年）
- あこがれの大学漫歩 - ガイド'67（飯塚よし照、1966年）
- 株式投資ハイ・テクニック（加田泰、1966年）
- 青春の建設 - 若い人に話しかける（本多顕彰、1966年）
- 翼に賭ける - 空輸パイロットの手記（小野貞三郎、1966年）
- プレイボーイ占術（浅野八郎、1966年）
- 儲かる車券学（荒木三郎、1966年）
- 政商まかり通る（国頭義正、1966年）
- 亭主関白のすすめ（梅田晴夫、1966年）
- 企業は戦争なり（三鬼陽之助、1966年）
- おくちのいろ艶筆 - 歯のうく話（長谷川幸久、1966年）
- 新聞の上手な読み方（扇谷正造、1966年）
- 次の社長は誰だ - 企業100社の内幕（三鬼陽之助、1966年）
- スキー冒険野郎（三浦雄一郎、三浦敬三、1967年）
- ドライブ冒険野郎 - マイカー・世界を駆ける（蜷川ひろし、1967年）
- ナベ正の競馬戦術（渡辺正人、1967年）
- ハンター野郎（小宮荘次郎、1967年）
- 恐怖のドル侵略 - 狙われる日本の企業（亀岡大郎、1967年）
- 黒い密教（鈴木一郎、1967年）
- 乳房の美学（布村東三、1967年）
- 断食 - その最高は100日間、終わった後は気分爽快（青木春三、1967年）
- 健康エリートへの道 - ストレス時代からの脱出（水野肇、1967年）
- 独走野村相場 - 株の魔術師（亀岡大郎、1967年）
- はだかの青春期 - 続・動物の性生活（松本邦夫、1967年）
- わが闘いの記録（太田薫、1967年）
- くたばれスター野郎! - 芸能界こてんこてん（竹中労、1967年）
- わが俗舌 - 社会テレスコープ（飯沢匡、1967年）
- 将棋野郎 - 人の使い方・駒の使い方（升田幸三、1967年）
- 浮気のレポート - 一夫一婦制度への挑戦（竹中労、1967年）
- 升田十五番勝負（升田幸三、1967年）
- キップ拝見 - 風流車掌日報 轟一平鉄道ユーモア譚（萩原良彦、1968年）
- みちのく酒の旅（山本祥一朗、1968年）
- 升田将棋 次の一手（升田幸三、1968年）
- 日航の国際商戦 - 国際航空競争の内幕（亀岡大郎、1968年）
- からだの博物館（神津拓夫、1968年）
- ジンクスで勝負する - 成功と失敗（吉永康平、1968年）
- ローカル線の旅（横田泰一、谷川ふゆみ、1968年）
- 駅名旅行（佐藤常治、1969年）
- 海洋の謎と開発 - 宇宙時代のつぎにくるもの（工藤昌男、1969年）
- 空のトイレット部長（関口規矩二、1969年）
- 出発進行! - 風流車掌珍談（萩原良彦、1969年）
- 川中島古戦場の旅（桑田忠親、1969年）
- 日本革命の戦略 日本は共産主義に強いか（高谷覚蔵、1969年）
- 伏見・灘 中国路 酒のふるさとの旅（山本祥一朗、1969年）
- 漢字パズル&クイズ - 漢字は遊びながらマスターできる（浅野通有、1969年）
- ビジネス語録 中国編（寺尾善雄、1969年）
- 美石・ジェムストーン・宝石入門（前田二、1969年）
- 媚薬 - 夜に強くなる本（大沼晶誉、1969年）
- 升田将棋入門（升田幸三、1969年）
- 名将言行録 経営戦略（吾郷慶一、二木謙一、桑田忠親、亀岡大郎、1969年）
- 夢占い（小林三剛、1969年）
- 夜の日本列島 - 秘プレイタウン（茶本繁正、1969年）
- 秘書中国艶笑話（上田学而、1969年）
- 時刻表マニア レールファンのための 旅行クイズ150問 （佐藤常治、1969年）
- うまれどし（末広千幸、1970年）
- 世界の大虐殺（加藤美希雄、1970年）
- サイドビジネスで儲ける本 - 小資本を最大に生かす法（情報会議センター：編集、1970年）
- 人を集める本 - 求人作戦トラの巻（吉田登喜雄、1970年）
- 女のいろめがね - 出世のために・交際のために・女のコをベッドで裸にするために（小中陽太郎、1970年）
- 巨大なる選挙マシン（中江克己、1970年）
- 戦場を駆けるエンジン - 第二次大戦下の自動車メーカーの激突（木俣滋郎、1970年）
- ぶったくり相場 大衆投資家をあやつる証券界の内幕（亀岡大郎、1970年）
- 私の旅行術（佐藤常治、1970年）
- 宇宙船野郎 - 月へ行く夢にかけた男たち（野田昌宏、1970年）
- 私なら15秒で売る - アイデア戦争に賭ける電通CM野郎たち（清水保二、1970年）
- 対話力 - 心と心をつなぐテクニック（三村侑弘、1970年）
- ジプシー球談 - やぶにらみのプロ野球哲学（後藤修、1970年）
- 口説けないのか - 宗薫の逆説いろ指南（川上宗薫、1971年）
- 揺れる財界（三鬼陽之助、1971年）
- 新・駅名旅行（佐藤常治、1973年）
- 必殺の麻雀 - 実力派のハイ・テクニック（小島武夫、1973年）
- 寺社詣でご利益の旅（檀上完爾、1975年）
- 遺言と相続対策 - 100問100答（人見康子、1976年）

### サンデーノベルズ
※以下の項目は「サンデーノベルズ」のみを列挙したものであり、「ジュニアサンデーノベルズ」は含まない一覧。
- SFエロチック ミステリ（編集：福島正実、1966年）
- 甘い樹液（梶山季之、1967年）
- 離婚請負業（梶山季之、1967年）
- 白い廃液 - 調査資料（秘）（梶山季之、1967年）
- SFエロチックの夜（編集：福島正実、1967年）
- 暗い金曜日の麻雀（五味康祐、1967年）
- SFエロチックあらかると（編集：福島正実、1967年）
- 姐御＜あねご＞（藤田五郎、1968年）
- 銃は知っている（大藪春彦、1969年）
- 拳銃天使（大藪春彦、1969年）
- 冷えた孤独（笹沢左保、1969年）
- 殺意の蔭に（佐賀潜、1969年）
- 殺しの手順（藤原審爾、1969年）
- 黒い策謀（佐賀潜、1969年）
- 暴発の罠（福本和也、1969年）
- 非情の顔（佐賀潜、1969年）
- 黒の追跡者（佐賀潜、1970年）
- 魅惑の罠（川上宗薫、1970年）
- 不屈の野獣（大藪春彦、1971年）
- 戦国武者列伝（八切止夫、1971年）
- 乱世武者列伝（八切止夫、1971年）
- スパイ狩り（大藪春彦、1972年）
- けものの棲む夜（大藪春彦、1973年）
- 男女学校（川上宗薫、1973年）
- 官能二重奏 - 男女学校第2部（川上宗薫、1974年）
- 吸い入れ - 男女学校第3部（川上宗薫、1975年）
- 海外色あさり - 男女学校第4部（川上宗薫、1977年）

### 100選シリーズ
- 100選シリーズ：全41巻（1969年 - 1976年）

1. 日本名城100選（日本城郭資料館・鳥羽正雄）
2. 日本古戦場100選（日本史蹟研究会）
3. 日本武将100選（日本史蹟研究会）
4. 日本古寺100選（日本紀行文学会）
5. 日本剣豪100選（綿谷雪）
6. 日本名刀100選（佐藤寒山）
7. 日本軍艦100選（野沢正）
8. 日本大名100選（日本史蹟研究会・桑田忠親）
9. 日本侠客100選（今川徳三）
10. 日本街道100選（杜山悠）
11. 日本神社100選（鈴木貞一・円谷真護）
12. 陸海名将100選（楳本捨三）
13. 日本飛行機100選（野沢正）
14. 歌舞伎名場面100選（河竹登志夫）
15. 日本城下町100選（西ヶ谷恭弘・後藤美恵子）
16. 幕末維新人物100選（日本史蹟研究会）
17. 武芸流派100選（綿谷雪）
18. 大相撲名力士100選（小島貞二）
19. 陸海勇士100選（棟田博）
20. 日本政治家100選（鏑木清一）
21. 日本の祭り100選（郷土芸能研究会・萩原竜夫）
22. 日本伝説100選（村松定孝）
23. 郷土部隊100選（加藤美希雄）
24. 日本古墳100選（竹石健二）
25. 日本史女性100選（女性史研究会）
26. 近代戦史100選（吉田俊雄）
27. 江戸名所100選（綿谷雪）
28. 日本史異説100選（尾崎秀樹）
29. 日本映画100選（南部僑一郎・佐藤忠男）
30. 日本仏像100選（町田甲一・入江泰吉）
31. 現代中国人物100選（柴田穂）
32. 日本史暗殺100選（森川哲郎）
33. 日本甲冑100選（山上八郎）
34. 世界映画100選（佐藤忠男）
35. 歴史の山100選（桜井徳太郎）
36. 幕末諸隊100選（栗原隆一）
37. 日本国宝100選（尾崎元春）
38. 小京都100選（宮田輝）
39. 日本名庭100選（西ヶ谷恭弘・大橋治三）
40. 日本仇討100選（稲垣史生）
41. 西部劇映画100選（増淵健）

- 新100選シリーズ：全8巻（1990年 - 1991年） + 追加1巻（1999年） ※「日本100選」シリーズの再編集版[1]

1. 新・日本名刀100選（佐藤寒山）
2. 新・日本剣豪100選（綿谷雪）
3. 新・日本侠客100選（今川徳三）
4. 新・日本武将100選（日本史跡研究会）
5. 新・日本神社100選（臼田甚五郎）
6. 新・日本伝説100選（村松定孝）
7. 新・日本大名100選（林亮勝）
8. 新・日本名城100選（西ヶ谷恭弘）
9. 新・日本仏像100選（町田甲一・入江泰吉）[2]

### 歴史関連書籍
※以下の項目は歴史関連の書籍を列挙したものであり、レーベルおよびシリーズなどの明確な基準はない一覧。
- 朝日新聞外史 騒動の内幕（細川隆元）
- 伊勢志摩歴史紀行（中村菊男）
- 近江歴史紀行（びわ湖放送）
- 改正三河後風土記（宇田川武久、桑田忠親、上中下巻）
- 家系 あなたの先祖を調べる（丹羽基二）
- 家紋 千五百種の美と歴史（丹羽基二）
- 家紋・旗本八万騎（高橋賢一）
- 家紋大図鑑（丹羽基二）
- 鎌倉将軍執権列伝（安田元久）
- 鎌倉史話散歩（御所見直好）
- 吉備 歴史の旅（神野力）
- 桑田忠親著作集（桑田忠親、全10巻）
- 考証赤穂浪士（尾崎秀樹）
- 考証江戸八百八町（綿谷雪）
- 考証江戸八百八町 続（綿谷雪）
- 考証東海道五十三次（綿谷雪）
- 考証中山道六十九次（戸羽山瀚）
- 考証幕末侠客伝（今川徳三）
- 古事記は神話ではない（桜井光堂）
- 古事記は神話ではない 続（桜井光堂）
- 古事記は神話ではない 続々（桜井光堂）
- 後白河天皇（赤木志津子）
- 古代日本の絵文字（大羽弘道）
- 近衛聯隊旗（村上兵衛）
- 寺紋 寺院の紋章（丹羽基二）
- 新中国考古の旅（宮川寅雄）
- 新編姓氏家系辞書（太田亮、丹羽基二）
- 神紋 神社の紋章（丹羽基二）
- 崇神天皇（肥後和男）
- 姓氏 姓氏研究の決定版（丹羽基二）
- 姓氏家系総覧（「歴史と旅」臨時増刊、全3巻）
- 姓氏紋章お国めぐり 東国編（丹羽基二）
- 姓氏紋章お国めぐり 西国編（丹羽基二）
- 戦国史事典（戦国史事典編集委員会、桑田忠親）
- 大名家の家紋（高橋賢一）
- 地名 土地に刻まれた歴史（丹羽基二）
- 中国伝来物語（寺尾善雄）
- 超古代王朝の発見（鈴木貞一）
- 東大寺（上司海雲）
- 徳川将軍列伝（北島正元）
- 徳川綱吉と元禄時代（桑田忠親）
- 日本合戦全集（桑田忠親、全6巻）
- 日本家紋総覧（「歴史と旅」臨時増刊）
- 日本史跡事典（日本史蹟研究会、和歌森太郎、全3巻）
- 日本城郭事典（大類伸）
- 日本武将列伝（桑田忠親、全5巻、新編：全6巻）
- 藩史事典（藩史研究会、藤井貞文、林陸朗）
- 卑弥呼は天照大御神である（鯨清）
- 福岡連隊史（杉江勇）
- 武家盛衰記（南條範夫、上下巻）
- 武家の家紋と旗印（高橋賢一）
- 平家物語の世界（村松定孝）
- 幽囚回顧録 太平洋戦争の証言（今村均）
- 良寛正三白隠（水上勉）
- 歴代天皇紀（肥後和男、水戸部正男、福地重孝）
- 歴代天皇図巻（肥後和男）
- 連合艦隊 栄光と悲劇 東郷平八郎と山本五十六（吉田俊雄）

### 日本文学
- 少年織田信長（山岡荘八、1965年）
- 黒い光（星新一、1966年）
- 離婚請負業（梶山季之、1967年）
- 四万人の目撃者（有馬頼義、1968年）
- 休日の断崖（黒岩重吾、1968年）
- 黒の構図（佐賀潜、1968年）
- ゴメスの名はゴメス（結城昌治、1968年）
- りら荘事件（鮎川哲也、1968年）
- 秘密パーティ（佐野洋、1968年）
- 私の愛した悪党（多岐川恭、1968年）
- 上を見るな（島田一男、1968年）
- 黒の商標（邦光史郎、1968年）
- 大いなる幻影（戸川昌子、1968年）
- 海の沈黙（三好徹、1968年）
- 招かれざる客（笹沢左保、1968年）
- 銭形平次捕物控（野村胡堂、1968年）
- 御存じ眠狂四郎（柴田錬三郎、1968年）
- 素浪人 月影兵庫（南条範夫、1968年）
- 顎十郎捕物帳（久生十蘭、1968年）
- おかく捕物帖（土師清二、1968年）
- 振袖夜叉（高木彬光、1968年）
- 地獄ごよみ（山手樹一郎、1968年）
- 若さま侍捕物手帖（城昌幸、1968年）
- 人形佐七捕物文庫（横溝正史、1968年）
- 葵の花太郎行状記（角田喜久雄、1968年）
- 右門捕物帖（佐々木味津三、1968年）
- 捕物そば屋（村上元三、1968年）
- わが母は聖母なりき（八木隆一郎、1969年）
- まぼろしの女王卑弥呼（邦光史郎、1982年）
- 新撰組が行く（童門冬二、1982年）
- 淀どの哀楽（安西篤子、1984年）
- 連合艦隊（吉田俊雄、1987年）
- 千姫絵姿（沢田ふじ子、1987年）
- 戦士の賦（三好徹、1988年）

### 小説化作品
- 夕やけ番長（著：梶原一騎、1969年）
- 小説BUD BOY -百年の想い〜哀しみの花嫁（著：渡辺麻実、原作：市東亮子、秋田文庫ノベルズ、2002年）
- 吸血姫美夕（著：早見裕司、原作：平野俊弘、原作・挿画：垣野内成美、ホラーコミックススペシャル、2004年）

### その他一般和書
- 性的人間の分析（高橋鉄、1960年）
- 性神風景（原三正、1967年）
- 青春映画の系譜（佐藤忠男、1976年）
- 対談 日本の女性史（杉本苑子、1981年）
- 犬と暮らす本（はるえるぽん、ほか共著、2000年）※「エッセーコミックの飼育書」
- ハムスターと暮らす本（夏野ひまわり、2000年）※「エッセーコミックの飼育書」
- 車田正美 人生を語らず（車田正美、2004年）
- ヲタだって可愛くなりたい（カンナ、2006年）
- 松本の兄（松本隆博、2007年）
- 動如雷電 人生を語らず2（車田正美、2009年）

### ジュニア版世界の名作推理全集
- ジュニア版世界の名作推理全集：全16巻（監修：中島河太郎 ※シリーズ番号と刊行順は異なる）
  1. ルパン対ホームズ（原作：ルブラン、訳：藤原宰太郎、初版：1982年11月）
  2. のろいの魔犬（原作：ドイル、訳：藤原宰太郎、初版：1983年3月）
  3. ドーバー海峡の怪奇（原作：クロフツ、訳：藤原宰太郎、初版：1983年3月）
  4. 黄色いへやの秘密（原作：ルルー、訳：山村正夫、初版：1983年3月）
  5. 闇からの声（原作：フィルポッツ、訳：中島河太郎、初版：1983年3月）
  6. 死を呼ぶ犬（原作：シムノン、訳：藤原宰太郎、初版：1983年1月）
  7. アクロイド殺害事件（原作：クリスティー、訳：山村正夫、初版：1983年2月）
  8. グリーン家殺人事件（原作：バン・ダイン、訳：中島河太郎、初版：1983年1月）
  9. Yの悲劇（原作：クイーン、訳：山村正夫、初版：1982年12月）
  10. エジプト十字架の謎（原作：クイーン、訳：藤原宰太郎、初版：1982年11月）
  11. 死刑六日前（原作：ラティマー、訳：藤原宰太郎、初版：1982年11月）
  12. 義眼殺人事件（原作：ガードナー、訳：藤原宰太郎、初版：1983年3月）
  13. 犯人をあげろ（原作：アイリッシュ、訳：藤原宰太郎、初版：1983年2月）
  14. 奇妙な殺人（原作：ハリデイ、訳：藤原宰太郎、初版：1982年12月）
  15. 古城の連続殺人（原作：カー、訳：藤原宰太郎、初版：1983年1月）
  16. 短編傑作集 列車消失事件（訳：中島河太郎、初版：1982年12月、「列車消失事件」「モルグ街の殺人」「密室の行者」「奇妙な盗難」「爪」「消えた黒い家」6作品収録）

### SF恐怖シリーズ
- SF恐怖シリーズ：全6巻（※シリーズ番号と刊行順は異なる）
  1. 火星人間 宇宙大戦争（原作：H・G・ウェルズ、訳：福島正実、初版：1974年8月）
  2. 縮小人間 ミクロの恐怖（原作：R・マシスン、訳：各務三郎、初版：1974年9月）
  3. 植物人間 地球滅亡の日（原作：J・ウインダム、訳：青木日出夫、初版：1974年11月）
  4. 脳人間 呪われた怪実験（原作：C・シオドマック、訳：大伴昌司、初版：1975年2月）
  5. 地底人間 秘密の怪獣境（原作：E・R・バローズ、訳：南山宏、初版：1975年5月）
  6. 巨大人間 悪魔の作戦（原作：K・ロブソン、訳：安竜二郎、初版：1974年12月）

### 恐怖劇場
- 吸血怪奇城（原作 ブラム・ストーカー、訳 各務三郎）
- 魔術師の呪い（原作：エドガー・アラン・ポー、訳：福島正実、挿画：境木康雄）

### その他海外小説
- ターザンの冒険（原作:エドガー・ライス・バローズ、訳：本多喜久夫、挿画：伊東あきを、ジュニアサンデーノベルズ、1967年）

### カラー版ジュニア入門百科
- 名探偵のテクニック（著：藤原宰太郎、絵：山本耀也）
- ものしり百科（著：吉永康平）
- 記憶術入門（著：棟田他喜男、絵：井坂克二）
- 占い教室（著：銭天牛）
- 昆虫の飼いかた（著：矢島稔）
- 発明アイデア教室（著：肥田埜孝司、絵：井上のぼる、ほか）
- 小動物の飼いかた（著：杉浦宏、田辺興紀、増井光子、絵：加藤利以地、ほか）
- 犬の飼いかた（著：増井光子、絵：加藤利以地、ほか）
- 鉄道ものしりクイズ（著：佐藤常治）
- 鉄道ものしりno.1（著：佐藤常治）
- 鉄道ものしり百科（著：佐藤常治、絵：伊藤博）
- 切手入門（著：山根重次）
- 紙工作入門（著：永井洋子、絵：峯たろう）
- 手品ゲーム百科（著：高木重朗、絵：正井滋魚）
- インスタント奇術（著：木乃美光）
- マジック教室（著：杉山キンタロウ、絵：加藤たかし）
- 腕力・体力づくり入門（著：窪田登、絵：大竹豊）
- ゲーム百科（著：木乃美光、絵：スタジオK）
- 野球入門 ルール教室（著：島崎和夫、監修：青田昇）
- 野球入門 巨人軍（著：島崎和夫、監修：青田昇）
- 野球入門 実戦教室（監修：長島茂雄）
- 野球入門 打撃教室（監修：王貞治）
- 野球入門 投手・守備教室（監修：金田正一）
- サッカー入門（著：轡田三男）
- サイクリング入門（著：秋山正美、絵：赤星亮衛）
- 釣り入門（著：井上博司、絵：高橋竜一）
- キックボクシング入門（監修：沢村忠）
- 剣道入門（著：志藤義孝、絵：林朝路）
- 柔道入門（著：大沢慶己、絵：杉尾輝利）
- 空手教室（著：大山倍達、絵：斎藤寿夫、ほか）
- 将棋教室（著：五十嵐豊一）
- 将棋の必勝作戦（著：五十嵐豊一、絵：北本善一）
- トランプゲームマジック博士（著：高木重朗）
- 探偵トリック入門 （著：藤原宰太郎、絵：井草はじめ、ほか）
- 名探偵クイズ（著：藤原宰太郎、絵：井草はじめ、ほか）
- アイディア・ゲーム百科（著：藤田茂）
- クイズチャンピオン（著：木乃美光）
- クイズno.1（著：木乃美光、絵：高橋タクミ、ほか）
- 相撲入門（監修：貴ノ花満）
- 拳銃百科（著：小山内宏、絵：伊藤展安、ほか）
- 卓球入門 （監修：野村尭之）
- プロレス入門 （著：山田隆、絵：中村英夫、峰たろう）
- 続・プロレス入門（著：山田隆）
- ボウリング入門（監修：大谷茂子）
- 古銭・コイン教室（著：平木啓一）
- カメラ教室（著：大矢順正）
- 水泳教室（監修：村上勝芳）
- バレーボール入門（監修：山田重雄、絵：飯塚よし照）
- スキー入門（著：五十嵐謙、監修：三浦雄一郎、絵：正井滋魚、ほか）

### ジュニア版 入門百科
- 野球上達 シリーズ（監修：長島茂雄、著：沼沢康一郎）：全4巻
  - 投手・守備のコツ90
  - 実戦のコツ90
  - 打撃のコツ90
  - ルールに強くなるコツ90

### ぼくらの入門百科
- たのしい切手 集めかたのヒント（監修：佐々木元勝、1967年）
- ハトと小鳥のかいかた（監修：古賀忠道、1962年）
- 将棋入門（建部和歌夫、1967年）
- プロ野球入門（中村邦男、1977年）
- 野球に強くなる（著：松原雄二、監修：藤本定義、1962年）
- マンガの描き方（編：冒険王編集部、1962年）
- クイズ教室（木乃美光、1967年）
- 続・クイズ教室（木乃美光、1967年）
- 少年カメラマン カメラの上手な写しかた（関一、1963年）
- 少年マイ・カー 自動車通になる本（編：冒険王編集部、1963年）
- トランプ入門（石川雅章、1966年）
- ボクシングファン（監修：青木一、1963年）
- 新しい版画の作り方（森田久、1966年）
- 発明教室（肥田埜孝司、1966年）
- 続・発明教室（肥田埜孝司、1968年）
- 柔道に強くなる（監修：醍醐敏郎、1962年）
- つり入門（湯川秀魚、1966年）
- なぞなぞ大行進（田淵秀明、1975年）
- 現代っ子用語百科 すぐ役立つ現代っ子のことば（編：冒険王編集部、1963年）
- 男子女子中学生のための就職コース（1963年）

### 新入門百科
- 石ノ森章太郎のマンガ家入門（石ノ森章太郎）

### 少年つり百科
- 少年つり百科 つりの楽しさが倍増する シリーズ（著：井上博司、絵：篠原幸雄）：全3巻
  - 海づり編
  - 川づり編
  - 湖沼づり編

### ビバレディー百科
- 秋田書店のビバレディー百科：全13巻
  1. どきどき相性判断（監修：真理令、1981年）
  2. 私の本づくり入門（編：秋田書店、1981年）
  3. 秘密のコレクション 小さな宝物の集め方（編：秋田書店、1981年）
  4. たのしい部屋づくり（編：秋田書店、1981年）
  5. ラブラブ星占い（著：真理令、1982年）
  6. マイルームの手作りインテリア（著：後藤久、1982年）
  7. BFとのすてきなパーティー（編：ひとみ編集部、1982年）
  8. わくわくラブリー占い（編：ひとみ編集部、1982年）
  9. 愛の相談室（監修：山中秀男、1982年）
  10. すてきなクッキング（編：ひとみ編集部、1982年）
  11. ケーキづくりベスト35（編：ひとみ編集部、1982年）
  12. ヘアスタイルとおしゃれ入門（編：ひとみ編集部、1982年）
  13. ヘア&おしゃれ 私の美容室 マイビューティーサロン（編：ひとみ編集部、1984年）

### 大全科シリーズ
- ジャッキー・チェン大全科（著：日野康一）
- ブルース・リー大全科（著：日野康一）
- ドラゴン大全科 ブルース・リーからジャッキー・チェンまで（著：日野康一）
- 怪奇大全科（著：日野康一）
- ショック残酷大全科 決定版 身の毛もよだつ映画の残酷シーン大登場（著：日野康一）
- ホラー大全科 決定版 きみはこの恐怖に耐えられるか!?（著：日野康一）
- 恐怖の大予言大全科（著：おきたかし）
- 日本の幽霊大全科、日本の幽霊大全科part2（著：佐藤有文）
- 悪魔・オカルト大全科 世界のモンスターパレード（編：竹内義和）
- 怪獣映画大全科 世界の怪獣・怪物全員集合（編：竹内義和）
- 妖怪大全科 世界の妖怪モンスターと悪魔のすべて（著：佐藤有文）
- 恐竜大全科 大昔の世界がいながらにわかる（著：小畠郁生）
- TVアニメ大全科 「鉄腕アトム」から「宇宙戦艦ヤマト」まで（編：スタジオ・オズ]）
- TVアニメ大全科part2 最新TVアニメヒーロー大集（編：佐倉満）
- TVアニメ大全科part3（編：マイアニメ編集部）
- TVアニメ大全科part4（編：Page one）
- TVアニメ大全科part5（編：Be・Shop）
- アニメロボット大全科part2、part3（編：マイアニメ編集部）
- アニメクイズなぞなぞ大全科（編：マイアニメ編集部）
- 特撮ロボット大全科（編：篠原幸雄）
- 特撮SFX大全科（編：竹内義和）
- 日本の特撮怪獣大全科（編：竹内義和）
- ウルトラマン大全科（監修：円谷プロ）
- 仮面ライダー大全科 仮面ライダーのすべてがわかる（編：冒険王編集部）
- 鉄道大全科 花形特急からローカル私鉄まで（編：山下和幸）
- 特急大全科（編：山下和幸）
- SF大全科 夢とロマンのSF映画のすべて（編：絵宿充範）
- レーシングカー大全科（写真：小泉正徳）
- クルマなんでも大全科 世界のクルマがひとめでわかる総力カタログ!!（監修：秋本美樹）
- バイクなんでも大全科 タイプ別・世界のバイク総カタログ!!（監修：秋本美樹）
- JRなんでも大全科 JRの新形車両が勢ぞろい!!（編：森松昌也）
- 名車大全科（監修：[柏木二郎）
- 拳銃大全科 世界の名拳銃がせいぞろい（著：小橋良夫）
- 世界の飛行機大全科（著：野沢正）
- 世界の最新鋭飛行機大全科（著：野沢正）
- アニメSFプラモ大全科（編：マイアニメ編集部）
- RC大全科（著：石川秀一）
- マジック大全科（著：杉山キンタロウ）
- 名探偵クイズ大全科（著：藤原宰太郎、挿画：小島利明）
- なぞなぞ大全科（著：田淵秀明）
- なぞなぞ大全科part2（著：早手一郎）
- 新なぞなぞ大全科（著：小森豪人）
- おもしろなぞなぞ大全科（著：小森豪人）
- まちがい探し大全科 7つのまちがい絵探しにチャレンジ!!（著：伊東莫）
- まちがい探し大全科part2（著：伊藤アシュラ）
- まちがい探し大全科part3、part4（著：結城亜里）
- クイズパズル大全科（著：高須れいじ）
- マリオのなぞなぞ大全科（編：小山規）
- アニメクイズなぞなぞ大全科（編：マイアニメ編集部）
- おもしろマンガパズル大全科（編：山下幸雄）
- まんが版 野球クイズ大百科（監修：沼沢康一郎、漫画：古城たけし、ダイナミック・プロ）
- まんが版 プロ野球珍プレークイズ大全科 （監修：沼沢康一郎）
- まんが版 サッカーなるほどクイズ大全科 （編：Kプロダクション、漫画：波多野やすし）
- なぜ?ふしぎ大全科 おもしろ雑学がいっぱい!!（著：小森豪人）
- 血液型なんでも大全科 血液型のことならなんでもわかる（著：小森豪人）
- プロレス大全科（監修：ジャイアント馬場、編：少年チャンピオン編集部）
- 新プロレス大全科（編：少年チャンピオン編集部）
- タイガーマスク大全科 王者・タイガーマスクのすべて（監修：梶原プロモーション）
- 格闘技大全科（編：少年チャンピオン編集部）
- アイドルタレント大全科 これでキミもタレント博士 1983最新版（編：大谷友信）

### 写真で見る100年シリーズ
- 鉄道100年 日本の機関車（本島三良）
- 郵便100年 日本の切手（北上健）
- 自動車100年 日本の自動車（高岸清）
- 飛行機100年 日本の飛行機（大庭崇秀）

### 写真で見る世界シリーズ
- ウルトラTHE BACK：ウルトラマンの背中（著：河崎実、監修：円谷プロダクション）
- 怪獣ウルトラ図鑑 カラー版（編・著：大伴昌司）
- 怪獣画報（著：大伴昌司、小山内宏、監修：円谷英二 ）
- 図解・怪獣図鑑 -続怪獣画報-（大伴昌司）
- 怪獣カラー図鑑/宇宙猿人ゴリ対スペクトルマン
- 変身忍者嵐/超人バロム・1カラー版変身怪人オール図鑑
- 快傑ライオン丸変身カラー図鑑
- 流星人間ゾーン図鑑（編：冒険王編集部）
- サンダーマスク図鑑（編：冒険王編集部）
- レインボーマン図鑑（編：冒険王編集部）
- 新仮面ライダー怪人図鑑（石森章太郎）
- 仮面ライダーV3図鑑（石森章太郎）
- 拳銃画報（小山内宏）
- 世界のスパイ（北川衛）
- 世界のレーサー（池田英三]）
- 世界の怪獣（中岡俊哉）
- 世界の機関車（本島三良）
- 世界の軍艦（小山内宏）
- 世界の戦車（小橋良夫）
- 世界の戦闘機（秋本実）
- 世界の自動車（編：冒険王編集部、著：サニー梅木）
- 世界の飛行機（秋本実）
- 世界の秘密兵器（小山内宏）
- 日本の戦闘機（秋本実）

### 写真で見るヨーロッパ戦争
- 写真で見るヨーロッパ戦争 シリーズ（監修：富永謙吾、1973年）：全3巻
  1. 空戦 メッサーシュミット対スピットファイア（野沢正）
  2. 戦車大決戦 史上に残る大地上戦（水島龍太郎）
  3. ドイツ艦隊 宿敵イギリス艦隊との激突（実松譲）

### 写真で見る太平洋戦争
- 写真で見る太平洋戦争 シリーズ（監修：富永謙吾、1972年）：全8巻
  1. 真珠湾攻撃 日本の運命をかけた奇襲（著：実松譲、絵：小松崎茂）
  2. シンガポール攻略戦 マレー電撃作戦（著：伊東駿一郎、絵：髙荷義之、杉尾輝利）
  3. ゼロ戦と隼 栄光の戦闘機（著：野沢正、絵：小松崎茂）
  4. 空母 日米機動部隊の対決（著：柏木浩、絵：小松崎茂、杉尾輝利）
  5. 大和と武蔵 日本海軍が誇る超戦艦（著：吉田俊雄、絵：小松崎茂）
  6. 神風特攻隊 壮烈な体あたり作戦（著：安延多計夫、絵：小松崎茂、杉尾輝利）
  7. 壮烈!水雷戦隊 夜戦の王者（著：吉田俊雄、絵：小松崎茂、杉尾輝利）
  8. 超空の要塞・B29　悪魔の使者（柏木浩、絵：小松崎茂）

### 写真で見る連合艦隊
- 写真で見る連合艦隊 シリーズ（野沢正）：全3巻
  1. 日本の戦艦・巡洋艦（19743）
  2. 日本の空母・潜水艦（1974年）
  3. 日本の駆遂艦・特殊艦（1974年）

### ものしりコース / まんが版学習クイズランド
- ものしりコース（編：木乃美光、1974年）：全3巻
  1. 科学なんでもクイズ
  2. 社会なんでもクイズ（漫画：藤田しげる、あいかわ一誠、ほか）
  3. 理科なんでもクイズ（漫画：川崎てつお）
- まんが版学習クイズランド（編：木乃美光、1985年）：全3巻 ※再版（シリーズナンバーを刷新）
  1. 社会なんでもクイズ（漫画：藤田しげる、あいかわ一誠、ほか）
  2. 理科なんでもクイズ（漫画：川崎てつお）
  3. 科学なんでもクイズ

### 世界怪奇スリラー全集
- 世界怪奇スリラー全集（1968年）：全6巻
  1. 世界の魔術・妖術（中岡俊哉）
  2. 世界のモンスター（山内重昭）
  3. 世界のウルトラ怪事件（中岡俊哉）
  4. 世界の謎と恐怖（真樹日佐夫）
  5. 世界の怪奇スリラー（中岡俊哉）
  6. 世界の円盤ミステリー（南山宏）

### 世界怪奇ミステリー全集
- 世界怪奇ミステリー全集：全6巻
  1. 世界のスリラー（庄司浅水、1971年）
  2. 世界の魔の海（庄司浅水、1971年）
  3. 世界の秘境（庄司浅水、1971年）
  4. 世界の脅威をたずねて（庄司浅水、1971年）
  5. 世界の怪事件（中岡俊哉、1972年）
  6. SFスリラー（中岡俊哉、1972年）

### ジュニア版 / 怪奇サスペンス全集
- ジュニア版怪奇サスペンス全集（庄司浅水）：全6巻
  1. 世界の霊恐怖（1974年）
  2. 世界のSFサスペンス（1974年）
  3. 世界の残酷物語（1974年）
  4. 世界の怪奇七不思議（1974年）
  5. 世界の謎とショック（1974年）
  6. 世界のミステリーゾーン（1975年）
- 怪奇サスペンス全集（庄司浅水）：全6巻 ※再版（各巻タイトルを変更）
  1. 世界の亡霊スリラ－（1984年）
  2. 世界の超科学ミステリー（1984年）
  3. 世界の残酷怪事件（1984年）
  4. 世界の七不思議（1984年）
  5. 世界の怪奇物語（1984年）
  6. 世界の恐怖ゾーン（1984年）

### 画報シリーズ
- ゼロ戦と戦艦大和（著：富永謙吾、挿画：加藤たかし ほか、1975年）
- 忍者忍法画報（編：少年チャンピオン編集部 、1977年）

### ぼくらはこうやった シリーズ
- 小学生クオレ文庫 生活と学習のくふう（1956年）：全9巻
  1. ぼくらはこうやった 菱沼太郎（菱沼太郎）
  2. ぼくらはこうやった 日本のクオレ（森久保仙太郎）
  3. ぼくらはこうやった 放課後と日曜日（七條美喜子）
  4. ぼくらはこうやった 理科班のかつやく（高志信隆）
  5. ぼくらはこうやった たのしい郷土しらべ（関忠夫）
  6. ぼくらはこうやった 夏休みの計画（森久保仙太郎）
  7. ぼくらはこうやった よい子のいたずら（菱沼太郎）
  8. ぼくらはこうやった 世界ともだち通信（佐野友彦）
  9. ぼくらはこうやった 生活と学習のくふう事典（クオレ編集委員会）

### 絵本
- わたしのかえり道 切り紙のじかん（矢口加奈子、2009年）